# Spilogale putorius
El zorrillo manchado común o mofeta moteada oriental (Spilogale putorius) es un pequeño zorrillo que se distribuye en el este de Estados Unidos y en México. Este pequeño zorrillo (40-58 cm) tiene un cuerpo más parecido al de las comadrejas que el zorrillo rayado. Las rayas del zorrillo manchado no son continuas, dando esa apariencia "moteada" o "manchada". Tienen una pequeña mancha blanca en su frente. Son más activas que la mayoría de los zorrillos. Tienen más depredadores que otros zorrillos como gatos, linces, búhos, humanos, etc.. Los zorrillos manchados  tienen como hábitats preferidos los bosques y praderas. 